# فرودگاه بین‌المللی چدی جیگن
فرودگاه بین‌المللی چدی جیگن (به انگلیسی: Cheddi Jagan International Airport) یک فرودگاه همگانی با کد یاتا GEO است که یک باند فرود آسفالت دارد و طول باند آن ۲۲۷۰ متر است. این فرودگاه در شهر جورج‌تاون کشور گویان قرار دارد و در ارتفاع ۲۹ متری از سطح دریا واقع شده‌است.

## شرکت‌های هواپیمایی و مقصدهای پروازی

### مسافری
| شرکت‌های هواپیمایی   | مقصدهای پروازی                               |
| ------------------- | -------------------------------------------- |
| کاریبین ایرلاینز    | جان اف کندی، پیارکو                          |
| کوپا ایرلاینز       | توکومن                                       |
| Dynamic Airways     | جان اف کندی                                  |
| Eastern Air Lines   | چارتر: میامی                                 |
| EasySky             | خوزه مارتی                                   |
| Fly Jamaica Airways | نورمن مانلی، جان اف کندی، پیرسون تورنتو      |
| سورینام ایرویز      | میامی، یوهان ادالف پنگل فصلی: اورلندو سنفورد |

### باری
| شرکت‌های هواپیمایی                       | مقصدهای پروازی                  |
| --------------------------------------- | ------------------------------- |
| Amerijet International                  | میامی، یوهان ادالف پنگل، پیارکو |
| کاریبین ایرلاینز اجرا توسط ای‌بی‌ایکس ایر | میامی، پیارکو                   |
| دی‌اچ‌ال اوییشن                           | پیارکو                          |